# ヴィッラ・サンティーナ
ヴィッラ・サンティーナ（伊: Villa Santina）は、イタリア共和国フリウリ＝ヴェネツィア・ジュリア州ウーディネ県にある、人口約2,100人の基礎自治体（コムーネ）。

## 地理

### 位置・広がり

#### 隣接コムーネ
隣接するコムーネは以下の通り。
- エネモンツォ
- ラウコ
- ラヴェーオ
- トルメッツォ
- ヴェルゼーニス

### 気候分類・地震分類
ヴィッラ・サンティーナにおけるイタリアの気候分類 (it) および度日は、zona F, 3109 GGである。
また、イタリアの地震リスク階級 (it) では、zona 2 (sismicità media) に分類される。